# 南部バス八戸営業所

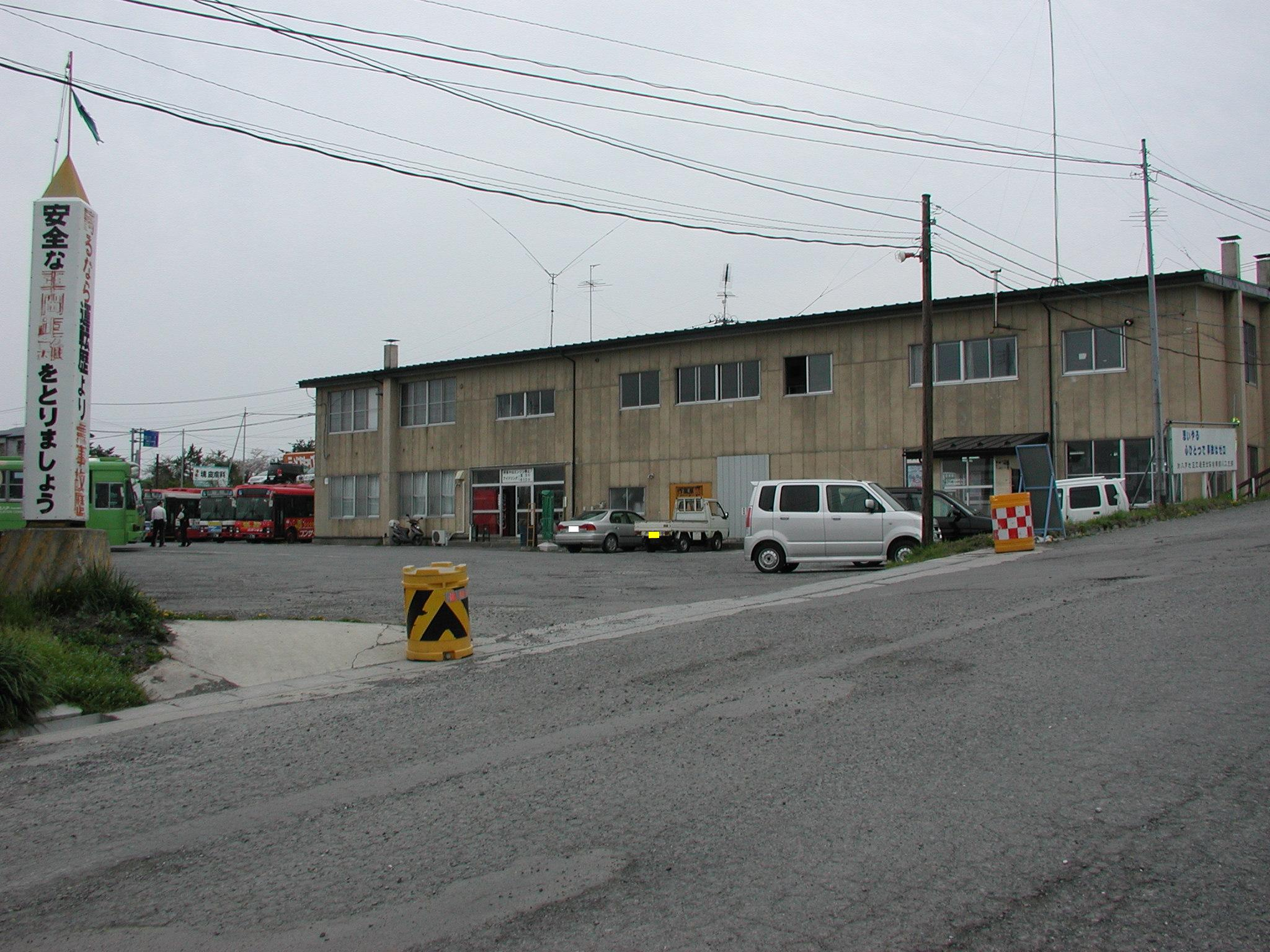
岩手県北自動車（株）南部支社・八戸営業所庁舎（2009年5月撮影）

岩手県北自動車株式会社南部支社八戸営業所（いわてけんぽくじどうしゃなんぶししゃはちのへえいぎょうしょ）は、青森県八戸市にある岩手県北自動車の営業所である。南部バス時代の敷地・建物・設備をそのまま引き継ぎ使用している。
岩手県北自動車南部支社管内では最大規模の営業所であり、南部支社も同建物内にある他、みちのりトラベル東北八戸支店（旧：南部バス観光本社）も併設している。八戸市内路線と一部の市外路線を運行区域としている。

## 所在地
青森県八戸市是川二ツ屋6-79

## 沿革
- 1974年7月 - 南部バス八戸営業所を二ツ家に移転（かつては類家に存在した）。
- 19xx年 - 二ツ家行のバスを八戸営業所まで路線延長。
- 2017年3月1日 - 南部バスの岩手県北自動車への事業譲渡に伴い、岩手県北自動車南部支社八戸営業所となる[1]。

## 高速バス所管路線

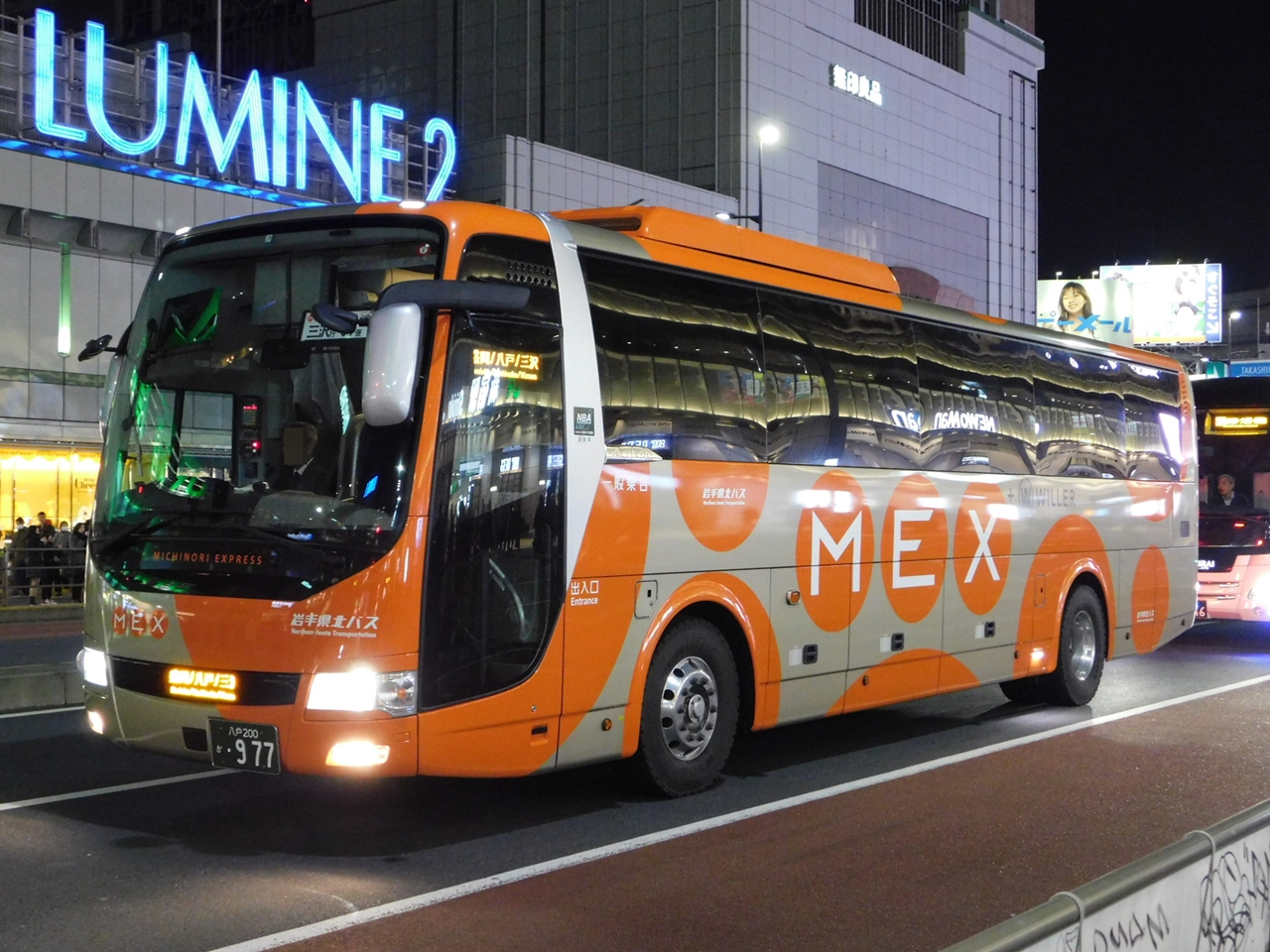
MICHINORI EXPRESS

### MICHINORI EXPRESS
- 路線及び運行経路
  - MEX青森線：青森港フェリーターミナル - 青森駅東口 - 弘前駅城東口 - さいたま新都心 - バスタ新宿 - 東京ディズニーシー
  - MEX八戸線：八戸ラピアバスターミナル - 本八戸駅 - 六日町 - 南部バス八戸営業所(2022年9月1日より停車。前日の8月31日まではグランドサンピア八戸に停車) - 盛岡駅西口 - 矢幅駅西口 - バスタ新宿 - 川崎駅
  - MEX三沢線：十和田市まちなか交通広場 - 北里大学前 - 三沢駅東口 - 八戸ラピアバスターミナル - 八食センター - 八戸駅 - 盛岡駅西口 - バスタ新宿 - 東京ディズニーシー
- 沿革
  - 2010年（平成22年）
    - 6月30日 - 同日を以ってシリウス号の運行から撤退。
    - 7月1日 - WILLER TRAVEL主催のツアーバス「WILLER EXPRESS」の運行に参画。

  - 2013年（平成25年）7月31日 - WILLER EXPRESSが高速乗合バスへ移行。
  - 2018年（平成30年）12月31日 - 同日出発便を以ってWILLER EXPRESSとしての運行を終了。
  - 2019年（平成31年／令和元年）
    - 1月1日 - この日の運行よりMICHINORI EXPRESSブランドに変更[2]した。変更時点では、従前より乗り入れていた東京ディズニーリゾートまでの運行手続きの遅延のため、青森線・三沢線とも新宿止まりとなっていた[3]。
    - 7月1日 - WILLER EXPRESSの親会社であるWILLERとパートナーシップを締結した[4]。
    - 9月1日 - この日の運行よりMEX+WILLERのダブルブランドで運行開始。

  - 2020年（令和2年）6月1日 - 八戸線の停留所に矢幅駅西口を、青森線の停留所にさいたま新都心をそれぞれ追加[5][6]。
  - 2023年（令和5年）6月1日 - 三沢線を十和田市まちなか交通広場発着に変更。三沢線の停留所に十和田市まちなか交通広場と北里大学前を追加[7]。

### 八盛号

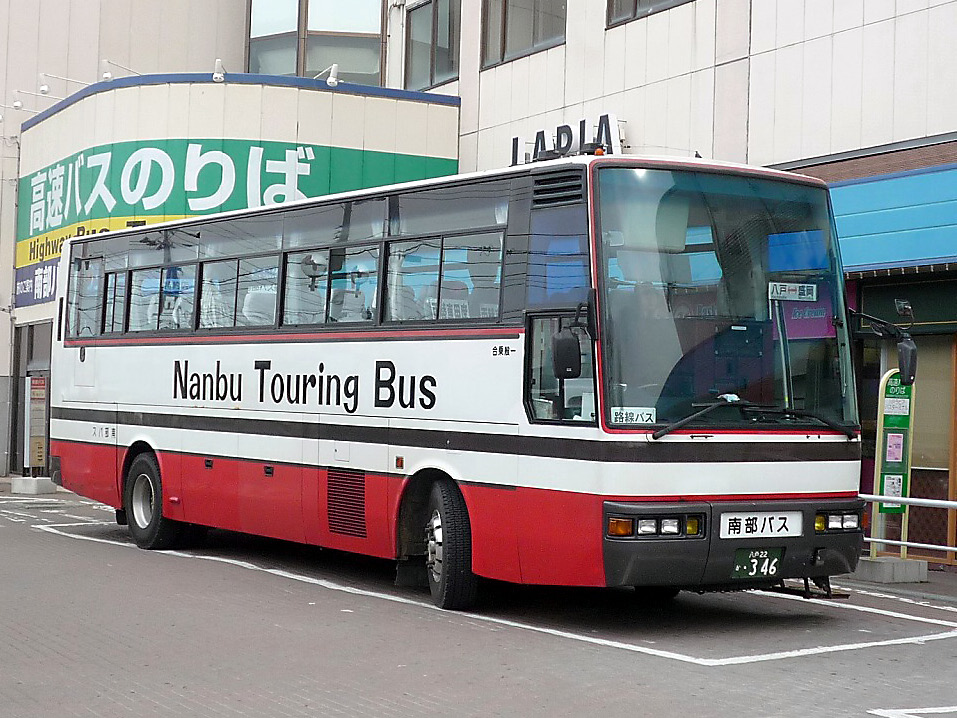
八盛号（南部バス）

### 軽米高速線
- 運行経路
  - 八戸駅行

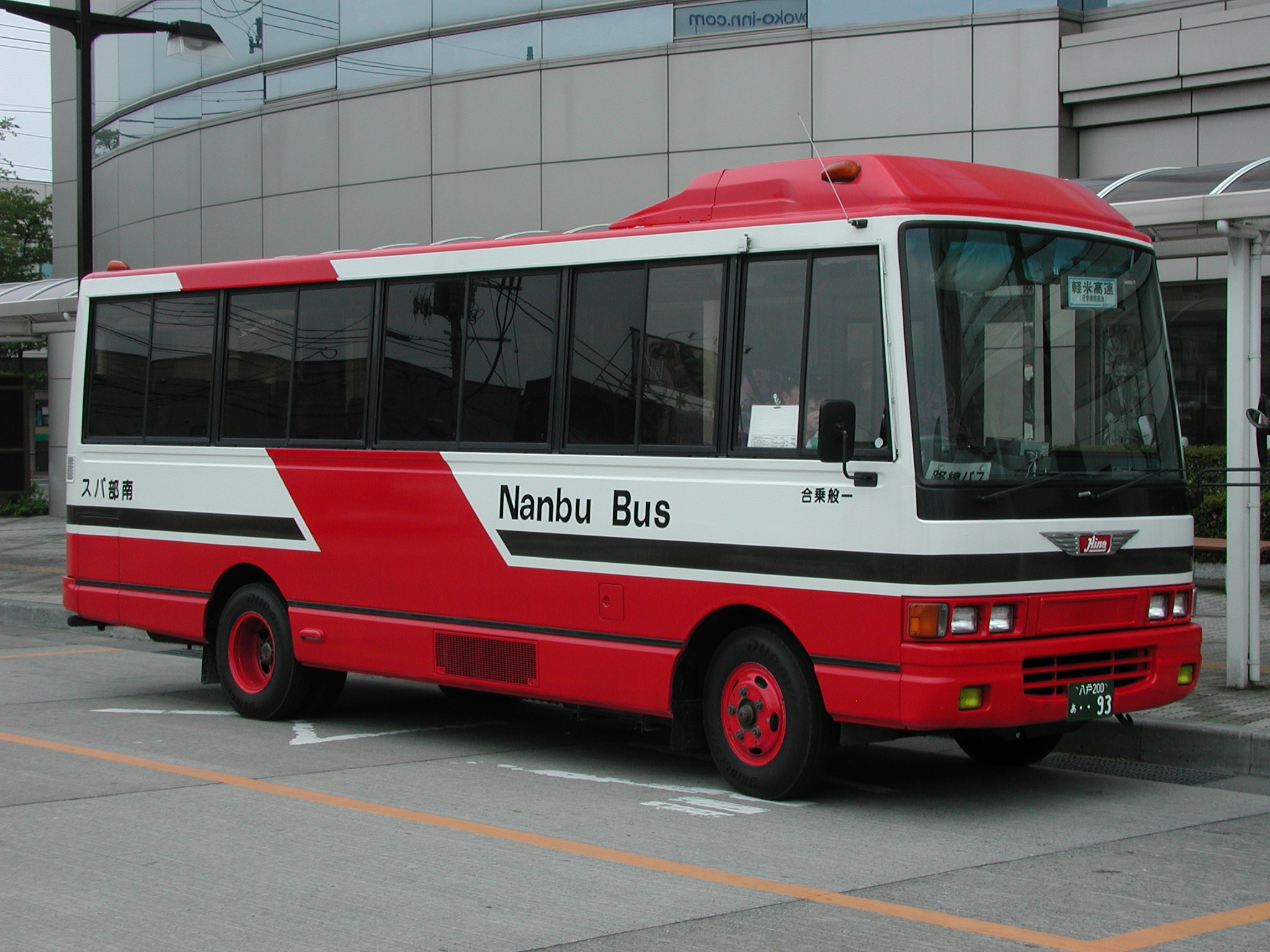
軽米高速線で運用されるマイクロバス車両（日野・レインボーRB、八戸駅東口にて）

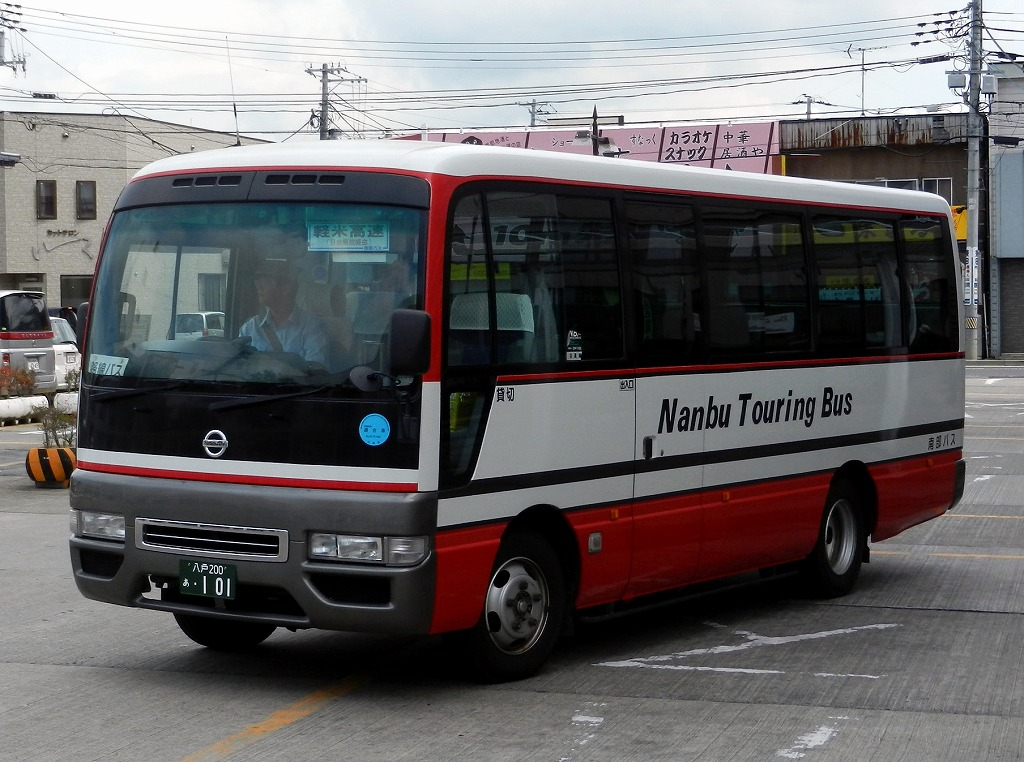
軽米高速線で運用されるマイクロバス車両（日産・シビリアン、八戸駅東口にて）

    - 軽米病院→中軽米→八幡宮御仮屋前→軽米→軽米仲町→軽米大町→軽米新町→八幡宮前→（軽米IC）→（八戸自動車道）→（八戸IC）→松園町→田面木→日赤病院（八戸赤十字病院）→日赤入口→青龍寺→駅通り→八戸駅（東口）

  - 軽米行
    - 八戸駅（東口）→駅通り→青龍寺→日赤病院→日赤入口→田面木→松園町→（八戸IC）→（八戸自動車道）→（軽米IC）→八幡宮前→軽米新町→軽米大町→軽米仲町→軽米→八幡宮御仮屋前→中軽米→軽米病院

※：軽米町内区間のみ・八戸市内区間のみの利用はできない。
- 運行日
  - 祝日を除く月曜日-金曜日。
    - 5月1日の八戸赤十字病院休診日、年末年始期間は上記にかかわらず運休する。
- その他
  - 前降り前払い（フリー乗車制）
  - 小型マイクロバス車両で運行
- 沿革
  - 1989年 - 開業。開業日は丁度軽米線の一般路線開業記念日でもあった。当初は貸切車の改造で対応をしていた。
  - 199x年 - 一般路線車による運行を開始。優先席を除く座席2人掛け仕様、補助椅子を装備したいすゞ・CJM長尺車、キュービックが充当された。
  - 2006年10月2日 - 乗降方式にクローズドドア方式を導入、高速道路でのシートベルトの義務化により、使用車両を一般路線車から小型マイクロバスに変更。運賃支払い方法を前払い方式に変更（それまでの間、貸切改造車にかわり一般路線バス車両が約10年ほど使用されていた）。

## 一般路線バス所管路線
（2019年4月1日現在）
1. 「ラピアBT」＝八戸ラピアバスターミナル
2. 運行経路上の「矢印」表記は片方向のみの運行
3. 運行経路上の「<>」で囲んだ停留所は一部便のみ乗り入れ

なお、八戸市地域公共交通会議による「市地域公共交通連携計画」の策定に基づき、2010年4月1日以降、八戸市中心街乗り入れ路線にて「方面別ナンバリング記号」を導入している。

### 八戸市内のみ
全区間、八戸圏域定住自立圏路線バス上限運賃化実証実験対象路線（初乗り：170円〜、上限：320円(八戸市内相互間の乗降)）。

#### 二ツ家線
- [F4] 二ツ家（八戸営業所）
- [C5] 中心街（八日町）
- [P8] 中心街→ラピア
  - ラピアBT - 十六日町/十三日町/八戸中心街ターミナル（八日町（2番のりば）/朔日町（4番のりば）） - 新荒町 - 八戸営業所

#### ピアドゥ・ラピア線
- [P8] ピアドゥ・ラピア
  - ラピア行：八戸営業所→新荒町→八戸中心街ターミナル（三日町（1番のりば））→本八戸駅→年金事務所前→ピアドゥ前→日東ボード前→ラピアBT
- [F4] ピアドゥ（八戸営業所）
  - 八戸営業所行：ラピアBT→税務署前→ピアドゥ東側広場前→日東ボード前→年金事務所前→本八戸駅→八戸中心街ターミナル（中央通り（3番のりば））→新荒町→八戸営業所

この路線では二十三日町/十六日町 - ピアドゥ - ラピア相互間を利用する場合の運賃は、特定区間運賃として150円均一となる。逆に、ラピアからピアドゥを経由して新荒町以遠へ利用する場合の運賃に対しては、緑町経由を利用する場合よりも一気に跳ね上がるので注意。
★：2019年4月のダイヤ改正で城下四丁目と沼館一丁目を廃止して、年金事務所前を新設することでルートの一部変更を実施。

#### 是川縄文館・是川団地線
（八戸市営バスより移管路線）
- [J42] 是川団地（支所前）
- [J45] 是川縄文館
- [P50] 中心街→本八戸駅
- [P8] 中心街→ラピア
  - ラピアBT - 郵便局通 - 本八戸駅 - 八戸中心街ターミナル（中央通り（3番のりば）/三日町（1番のりば）） - 中居林< - 是川縄文館> - 縄文学習館前 - 是川支所前 - 是川団地

★：2011年7月10日の八戸市埋蔵文化財センター 是川縄文館の開館に伴い、同日より一部便において是川縄文館へ乗り入れ（同時に本八戸駅 - 是川縄文館間1往復を新設）。

#### 新井田～是川団地線 （旧）るるっぷ八戸
- 是川団地方面　J43　イオン田向店方面　S37　中心街方面　C5
- 是川団地一丁目～是川縄文館～中居林～中心街
- イオン田向店～新井田～重地下～市民病院～向稜高校前～コープるいけ店前～吹上～中心街

#### 八戸駅線（平中・総合福祉会館前・根城大橋経由）
南部バスと八戸市営バス共同運行。
八戸市営バス　八戸駅線　根城大橋経由　日中減便の為　南部バスが平日（月から金）のみ　日中5本運行
※：太字は本路線専用共通定期券適用区間
- [N60] 八戸駅
- [C8] 中心街→ラピア
  - 平中・総合福祉会館前・根城大橋経由：ラピアBT - 十一日町/八戸中心街ターミナル（六日町（5番のりば）/八日町（2番のりば））/< - 平中< -総合福祉会館前< -根城大橋> - 二日市< -八戸駅>

#### 八戸駅線・西高校線（田面木経由）
南部バス三戸・五戸の各営業所と共管。また、西高校線は南部バス五戸営業所と共管。
※：太字は本路線専用共通定期券適用区間
- [T60] 八戸駅
- [T60] 日赤病院八戸駅（日赤経由のみ表示）
- [T63] 西高校（八戸駅）
- [C5] 中心街（八日町）
- [C8] 中心街→ラピア
- [S35] 中心街→市民病院
  - 田面木経由：市民病院/ラピアBT - 十一日町/八戸中心街ターミナル（六日町（5番のりば）/八日町（2番のりば））/<八戸営業所→> - 司法センター前 - 田面木< - 日赤病院> - 八戸駅< - 西高校前>

八戸市中心部と八戸駅との間を結ぶ同社の主要幹線の一つである。2008年4月1日に八戸市交通部との共同運行化が実施されたが、同社では田面木経由の過半数のみを担当し、従来の小中野バスセンター発着をラピアバスターミナル発着に振り替えた。この路線では南部バス・八戸市営バスが発行し、八日町（三日町）/六日町 - 八戸駅間を対象とした共通定期券の対象路線であり、根城大橋経由（市営単独）・田面木経由いずれも共通に利用できる。
2019年4月から八戸駅線の田面木・日赤病院経由は同社が全てを担当することになったが、共通定期券はこれまで通り使用できる。

#### 一日市線
（八戸市営バスより移管路線）
南部バス三戸営業所と共管
- [T72] 一日市
- [C5] 中心街（八日町）
- [S35] 中心街→市民病院
  - 八戸中心街ターミナル（八日町）<八戸中心街ターミナル（中央通り（3番のりば））→市民病院>/十一日町 - 十六日町 - 司法センター前 - 田面木 - 八幡 - 一日市

#### 中心街〜八戸ニュータウン線
南部バス五戸営業所と共管
- [W75] 八戸ニュータウン
- [C5] 中心街（八日町）
  - ラピアBT - 十一日町/八戸中心街ターミナル（八日町）/<市民病院 - 吹上> - 八高前 - 二ツ家 - グランドサンピア八戸 - 東白山台 - ニュータウン中央 - 八戸ニュータウン

#### 八戸駅〜聖ウルスラ学院・八戸ニュータウン・是川縄文館線
- [71] 聖ウルスラ学院
- [75] 八戸ニュータウン
- [45] 是川縄文館
- [60] 八戸駅
  - 八戸駅<←日赤病院> - 高専前< - 八戸聖ウルスラ学院前> - 東白山台 - ニュータウン中央 - 八戸ニュータウン< → 東白山台 → グランドサンピア八戸 → 二ツ家 → 八戸営業所 → 笹子 → 是川縄文館>
  - 八戸駅 - 高専前< ← 八戸聖ウルスラ学院前> - 東白山台 - グランドサンピア八戸 - 二ツ家 - 八戸営業所 - 笹子 - 是川縄文館

★：2011年7月10日の八戸市埋蔵文化財センター 是川縄文館の開館に伴い、同日より一部便（土曜・日曜・休日のみ運行）において、東白山台 - 二ツ家 - 是川縄文館へ延伸（うち八戸駅発ニュータウン行の2本についてはニュータウン経由是川縄文館行として運行）。
★：2019年4月1日のダイヤ改正でニュータウン内のルートを一部変更し、朝夕の時間帯は西高校まで延伸。

#### シルバーフェリーシャトルバス
- 八戸駅（1往復のみ） - 八戸中心街ターミナル（三日町（1番のりば フェリーターミナル行）/中央通り（3番のりば 中心街行き） 八戸駅行き便は通過） - 本八戸駅 - フェリーターミナル

一部便にてフェリー埠頭を経由していたシルバー病院線（製錬所前経由）の廃止に伴って2010年に新設された。途中、本八戸駅に停車するが、本路線ではフェリー利用者に特化しており、クローズドドアシステムを採用するため、途中下車することはできない。当初は中心街ターミナル発着の1往復半（朝一往復・夜フェリーターミナル行のみ0.5往復）のみで開始し、2018年4月より八戸駅発着の1往復を追加し2往復となる。

#### 市ノ沢線（二ツ家経由）
- [F111] 市ノ沢
- [P8] 中心街→ラピア
  - ラピアBT - 郵便局通 - 本八戸駅 - 八戸中心街ターミナル（中央通り（3番のりば）/三日町（1番のりば）） - 新荒町 - 八戸営業所 - 泥障作< - 道の駅なんごう> - 市ノ沢 - 大洋公園前

本八戸駅方面から二ツ家方面へ向かうが、八戸営業所行（六日町には停車しない）とは異なり、この路線ではこれまで六日町バス停にも停車していたが、2010年4月1日のダイヤ改正以降は「中心街（六日町）」には停車しないことになった。

#### 荒谷線（是川支所前・島守経由）
- [J112] 荒谷
- [P8] 中心街→ラピア
  - 八戸中心街ターミナル（中央通り（3番のりば）/三日町（1番のりば）） - 中居林< - 是川縄文館> - 縄文学習館前 - 是川支所前 - 島守 - 荒谷

★：2011年7月10日の八戸市埋蔵文化財センター 是川縄文館の開館に伴い、同日より一部便において是川縄文館へ乗り入れ。

### 八戸市内〜周辺町村への路線

#### 階上庁舎線（石鉢経由）
- [S100] 階上庁舎
- [S102] 階上中学校
- [P8] 中心街→ラピア
  - ラピアBT - 郵便局通 - 本八戸駅 - 八戸中心街ターミナル（中央通り（3番のりば）/三日町（1番のりば）） - 吹上 - 市民病院 - 野場 - 工業大学前 - 西蒼前 - 石鉢 - 階上中学校前 - 階上庁舎前

全区間八戸圏域定住自立圏路線バス上限運賃化実証実験対象路線（初乗り：170円〜、上限：320円(八戸市内相互間利用)/520円(八戸市内〜周辺町村との跨っての利用・各町内区間のみの利用)）。

#### 階上庁舎線（舘花下経由）
（八戸市営バスより移管路線）
- [A100] 階上庁舎（ハートフルプラザ）
- [F4] 二ツ家（八戸営業所）

八戸営業所 - 八戸中心街ターミナル（八日町（2番のりば））/十一日町 - 舘花下 - 市営 旭ヶ丘営業所前 - 出口平 - 西蒼前 - 階上庁舎前 - ハートフルプラザはしかみ
終点：ハートフルプラザはしかみにて階上町コミュニティバスに接続。
全区間八戸圏域定住自立圏路線バス上限運賃化実証実験対象路線（初乗り：170円〜、上限：320円(八戸市内相互間利用)/520円(八戸市内〜周辺町村との跨っての利用・各町内区間のみの利用)）。

#### 階上中学校線
- [S102] 階上中学校
- [P8] 中心街→ラピア
  - ラピアBT - 郵便局通 - 本八戸駅 - 八戸中心街ターミナル（中央通り（3番のりば）/三日町（1番のりば）） - 吹上 - 市民病院 - 野場 - 工業大学前 - 西蒼前 - 階上庁舎前 - 階上中学校前

全区間八戸圏域定住自立圏路線バス上限運賃化実証実験対象路線（初乗り：170円〜、上限：320円(八戸市内相互間利用)/520円(八戸市内〜周辺町村との跨っての利用・各町内区間のみの利用)）。

#### 階上循環線
- [S103] 階上（工業大学前経由）
- [C5] 中心街（八日町）
  - ラピアBT - 郵便局通 - 本八戸駅 - 八日町（中央通り） - 吹上 - 市民病院 - 野場 - 工業大学前 - 西蒼前 - 階上庁舎前 - 登山口 - 松館 - 市民病院 - 吹上 - 八戸中心街ターミナル（八日町）
- [S104] 階上（松館経由）
  - 十一日町 - 吹上 - 市民病院 - 松館 - 登山口 - 階上庁舎前 - 西蒼前 - 工業大学前 - 野場 - 市民病院 - 吹上 - 八戸中心街ターミナル（三日町（1番のりば）） - 本八戸駅 - 郵便局通 - ラピアBT

全区間八戸圏域定住自立圏路線バス上限運賃化実証実験対象路線（初乗り：170円〜、上限：320円(八戸市内相互間利用)/520円(八戸市内〜周辺町村との跨っての利用・各町内区間のみの利用)）。

#### 軽米線（二ツ家経由）
- [F116] 市ノ沢→軽米
- [P8] 中心街→ラピア
  - ラピアBT - 郵便局通 - 本八戸駅 - 八戸中心街ターミナル（中央通り（3番のりば）/三日町（1番のりば）） - 新荒町 - 八戸営業所 - 泥障作< - 道の駅なんごう> - 市ノ沢 - 大洋公園前/大洋公園前 - 西里 - 軽米 - 軽米病院

「八戸ラピア - 市ノ沢・大森口」相互間は、八戸圏域定住自立圏路線バス上限運賃化実証実験対象区間（初乗り：170円〜、上限：320円(八戸市内相互間利用)/520円(八戸市内〜周辺町村との跨っての利用・各町内区間のみの利用)）。
この路線では中心街から二ツ家方面へ向かうが、八戸営業所行とは異なり、朔日町には停車せずに「六日町」バス停に停車していた（このため、この路線では朔日町には停車せず）。国庫補助対象路線（八戸市・軽米町も補助）。
しかし、近年の利用客減少を理由に、2010年4月1日からはラピア - 大洋公園前間と大洋公園前 - 軽米病院間の2つに分けて運行することになった（これと同時に、経路中の「中心街（六日町）」停留所には停車しない）。これに伴い、運賃は大洋公園前を境に一旦精算することとなる。
岩手県北バス本社が発売した乗車券類は使用できない。
継続して乗車する場合
- 乗車時に整理券を必ず取る→大洋公園前で運賃のみを運賃箱に投入し、整理券を持参したまま乗車し続ける→それ以降の差額分の運賃が運賃表示器にて表示され、降車時に整理券番号と表示されている差額運賃を確かめた上で運賃箱に投入する。

#### 大野線
- [J120] 大野
- [P8] 中心街→ラピア
  - ラピアBT - 郵便局通 - 本八戸駅 - 八戸中心街ターミナル（中央通り（3番のりば）/三日町（1番のりば）） - 中居林 - こどもの国前 - 水野 - 田代 - 向田 - 大野

「八戸ラピア - 土折」相互間は、八戸圏域定住自立圏路線バス上限運賃化実証実験対象区間（初乗り：170円〜、上限：320円(八戸市内相互間利用)/520円(八戸市内〜周辺町村との跨っての利用・各町内区間のみの利用)）。
八戸市から岩手県洋野町大野との間を結ぶ、南部バス最長区間を走破する一般路線バス。沿線区間内では、平日の朝夕に青森県立八戸第二養護学校の生徒たちが通学のために乗車している。
八戸側の発着地がラピアに転換後も、長年小中野バスセンター発着であったが、年々利用客が減少し、運行本数を減らすとともに、八戸側の発着地をラピアに変更し、本八戸駅を経由して中心街へ廻るルートに変更された。

#### バーデハウス線（通清水経由）
- [T133] バーデハウス
- [P8] 中心街→ラピア
  - ラピアBT - 栄町 - 八戸中心街ターミナル（六日町（5番のりば）/八日町（2番のりば）） - 司法センター前 - 田面木 - 八幡 - 櫛引 - 通清水 - あかね団地 - 南部町役場前 - バーデハウス

全区間八戸圏域定住自立圏路線バス上限運賃化実証実験対象路線（初乗り：170円〜、上限：320円(八戸市内相互間利用)/520円(八戸市内〜周辺町村との跨っての利用・各町内区間のみの利用)）。

#### 五戸〜八戸線
なお、八戸営業所担当便は「内舟渡・扇田経由」のみ。

## 企画運行路線

### 岬台団地〜ラピア・ピアドゥ線
- [7] ラピア・ピアドゥ
- [24] 岬台団地
  - ピアドゥ東側広場前→日東ボード前→ラピアBT→栄町→上柳町→労災病院前→北高校前→岬台団地→岬台団地中央→岬台団地→労災病院前→上柳町→栄町→ラピアBT→税務署前→ピアドゥ東側広場前
  - 岬台団地→岬台団地中央→岬台団地→労災病院前→上柳町→栄町→ラピアBT→税務署前→ピアドゥ東側広場前（午前中4便）
  - ピアドゥ東側広場前→日東ボード前→ラピアBT→栄町→上柳町→労災病院前→北高校前→岬台団地（午後4便）

2020年3月までは岬台団地を起終点としていたが、2020年4月1日のダイヤ改正でピアドゥ起終点に変更。
- 2020年3月までの運行ルート
  - 岬台団地→岬台団地中央→岬台団地→北高校前→労災病院前→上柳町→栄町→ラピアBT→税務署前→ピアドゥ イトーヨーカドー前→日東ボード前→ラピアBT→栄町→上柳町→労災病院前→北高校前→岬台団地→岬台団地中央→岬台団地

※： 便によってはピアドゥ折り返しによる循環線または、中間点であるピアドゥ発着が混在する。
八戸圏域定住自立圏路線バス上限運賃化実証実験対象路線
南部バス・特定非営利活動法人青森県環境パートナーシップセンター・八戸マイバス検討委員会・ラピア・ピアドゥとの連携によって実現し、『マイカーならぬ“マイバス”として気軽に利用できるように』と、新たな試みとして新設されたバス路線。従来から運行された南部バス・岬台団地線のうち、中心街まわりを全廃させ、ラピア・ピアドゥ乗り入れ系統を短縮・再編して新設された。運行開始当初は一般路線車両が使われていた。2014年にかつてWILLER EXPRESS西日本が大阪地区の路線バスで使用していたいすゞ・エルガを購入し、当時の外装のままで運用していたが、専用車両の外装を自社のものに変更して新塗装は以前より濃いピンクとなり、ピアドゥのキャラクター「くぴあくん」とラピアのキャラクター「ラピアノくん」が表示されている。
運賃は初乗り170円から最高上限運賃320円まで利用が出来る（定期券・回数券の利用も可能）。また、「ラピアBT」または「ピアドゥ東側広場前」の各バス停にて降車する場合、降車時に各SCにて割引特典が受けられる「得とくチケット」が配布される（特典の内容については、車内に備え付けてあるチラシを参照のこと）。

#### 沿革
- 2007年4月1日 - 中心街（ピアドゥ・ラピア経由を含む）〜岬台団地線の廃止を受け、区間を短縮させた上で運行開始[20]。
- 2007年9月下旬-10月中旬 - キリギリスバス（協力：すず虫とキリギリスを愛する会）を運行し、車内にてキリギリスも乗車（平日のみ・2009年度まで（2010年度はるるっぷ八戸にて実施））。
- 2007年10月27日 - ハロウィンイベントを開催し[20]、仮装姿の乗客に対しての乗車における運賃を無料。
- 2008年10月中旬 - ハロウィンイベントを開催（車内も装飾）。
- 2008年12月 - 車内アナウンスを地元の八戸市立白銀南小学校の児童のアナウンスに変更[21]。
- 2008年12月 - クリスマスの装飾を施したバスを市内のスポンサーの協力で運行[22]（2009年度も運行[23]）。
- 2011年10月1日 - 「路線バス上限運賃化実証実験」の開始に従い、初乗り：150円・上限：300円（50円刻みによる）の5段階運賃に改定[10][11]。

### 八食200円以下バス
運賃が最大200円となる点が大きな特徴である。
経路
<全停留所を記載>
- 八食センター（厨スタジアム東口） → 下長（北バイパス側<八戸市営バスハイテクパーク線のりば>） → 千田 → 長苗代 → 内舟渡 → 緑ヶ丘 → 西売市 → 南売市 → 桜木町 → 新荒町 → 荒町 → 二十三日町 → 十三日町 → 八戸中心街ターミナル（六日町（5番のりば）） → 十六日町 → 新荒町 → 桜木町 → 南売市 → 西売市 → 緑ヶ丘 → 内舟渡 → 長苗代 → 千田 → 下長  → 八食センター

八戸圏域定住自立圏路線バス上限運賃化実証実験対象路線
沿革
- 2004年7月1日 - 運行開始。
- 2010年4月1日 - この日のダイヤ改正より「八戸中心街ターミナル（中央通り）」への停車がなくなり、始便・終便の中心街側の発着が「八戸中心街ターミナル（六日町）」に変更される。
- 2011年5月31日 - 経路中の「神明宮前」停留所（十六日町→新荒町間。八戸市交通部・十和田観光電鉄と共用）を、民家や店舗及び駐車場の出入に支障となり近隣住民からの撤去要請に応じる形で廃止[24][25]。
- 2011年10月1日 - 「路線バス上限運賃化実証実験」の開始に従い、初乗り：150円・上限：200円の2段階運賃に改定[10][11]。
- 2019年10月1日 - 「路線バス上限化運賃」の改定運賃に伴い、初乗り：170円で上限：200円に改定する[12]。

その他
- 運行開始当初は南部バス専用車両で運行していた（ただし、専用車両が車両点検などで使用出来ない場合には、一般路線バス車両を代車として使用し、運行される場合があった）。現在は一般路線バス車両で運行されている[26]。
- 運賃は170円から200円まで（200円に達するまでは平行する路線バスと同額）。
- 運行経路上に並行する他の路線バスの200円を超える区間については通常運賃となる。
- 南部バス・八戸市営バス・十和田観光電鉄の各社発行の回数券、南部バス一日乗車券（曜日限定）、八戸えんじょいカード、八戸市から交付される「はつらつ共通バス券」（高齢者）・「ほほえみ共通バス券」（障害者等）の利用も出来る。
- 定期券の利用は出来ない。
- 後乗り前降り、整理券方式・運賃後払い。

過去の車両
2代目専用車両（いすゞ・ジャーニーK：P-LR312J+富士6E）
八食センター厨スタジアム東口にて（2007年6月撮影）

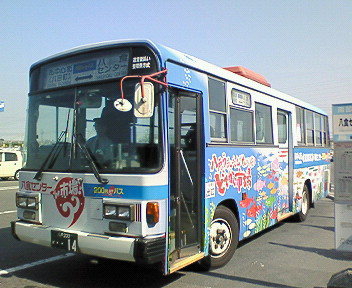
前部
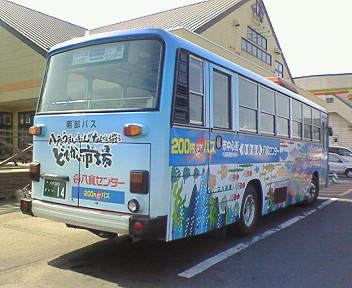
後部

関連リンク
- 八食センター「八食センター〜八戸市中心街200円以下バス運行」時刻表

## 催事時のみ運行される臨時バス路線
以下のこれらの臨時バス路線では特別運行のため、八戸市から交付される「はつらつ共通バス券」（高齢者）・「ほほえみ共通バス券」（障害者等）での利用は、八戸市内の区間であっても利用できない（乗車した全区間の運賃が必要となる）。

### 寺下観音線
寺下観音例大祭が行われる毎年5月の第3日曜日に運行：八戸市営バスより移管路線
- 八戸市内発着便：<八戸営業所 - >八戸中心街ターミナル（八日町(2番のりば)(一部、八戸中心街ターミナル(朔日町)止まりの便あり)）/十一日町 - 舘花下 - 市営 旭ヶ丘営業所前 - 出口平 - 西蒼前 - 階上庁舎前 - 野沢 - <臨停>寺下観音前
- 階上駅発着便：榊浜通り - 階上駅 - 階上庁舎前 - 野沢 - <臨停>寺下観音前

2009年4月1日付けで階上町コミュニティバス運行開始に伴う大幅な再編が行われたが、当該の臨時バス路線については2009年度以降も運行を実施した。このため、榊浜通り - 階上庁舎前間は階上町コミュニティバス：東部循環線内の各バス停に停車する。
2011年度は八戸市内発着便のみの運行となる。

### 市ノ沢連絡線
島守経由・虚空蔵山例大祭が行われる毎年6月の第1日曜日に運行。この路線は、八戸圏域定住自立圏路線バス上限運賃化実証実験対象外路線である。
2012年度の運行経路
- ラピアBT - 郵便局通り - 本八戸駅 - 八戸中心街ターミナル（中央通り（3番のりば）/三日町（1番のりば））- 八高前 - 二ツ家 - 八戸営業所 - 鴨平 - 南郷区役所 - <臨停>高山神社入口 - <臨停>虚空蔵山前

2011年までの運行経路
（※：太字内の区間は2005年9月30日をもって八戸市南郷区内の路線における補助金削減を目的に廃止された区間内の臨時停留所<それ以外の廃止区間内の停留所には停車しない。>）
- ラピアBT - 郵便局通 - 本八戸駅 - 八戸中心街ターミナル（中央通り（3番のりば）/三日町（1番のりば）） - 中居林 - 縄文学習館前 - 是川支所前 - 島守 - 砂篭 - <臨停>高山神社入口 - <臨停>虚空蔵山前 - 南郷区役所前 - 市ノ沢 - 大洋公園前

## 自治体からの委託路線
- 南部町多目的バス（南部町からの委託）
- 階上町コミュニティバス（階上町からの委託）
- おいらせ町民バス（おいらせ町からの委託）

## 近年廃止・撤退した路線

### 高速バス

#### シリウス号
（撤退時点まで、八戸発着の3・4号を国際興業と共に担当していた）
- 運行区間：八戸ラピアバスターミナル - 東京駅
- 共同運行会社（撤退時）：十和田観光電鉄・国際興業
- 2010年6月30日出発便をもって南部バスは運行から撤退（予約・発券業務は同年6月30日出発便まで取扱い）。

※詳細は当該記事を参照。

#### 南軽号
- 南部バスの単独運行 定員制

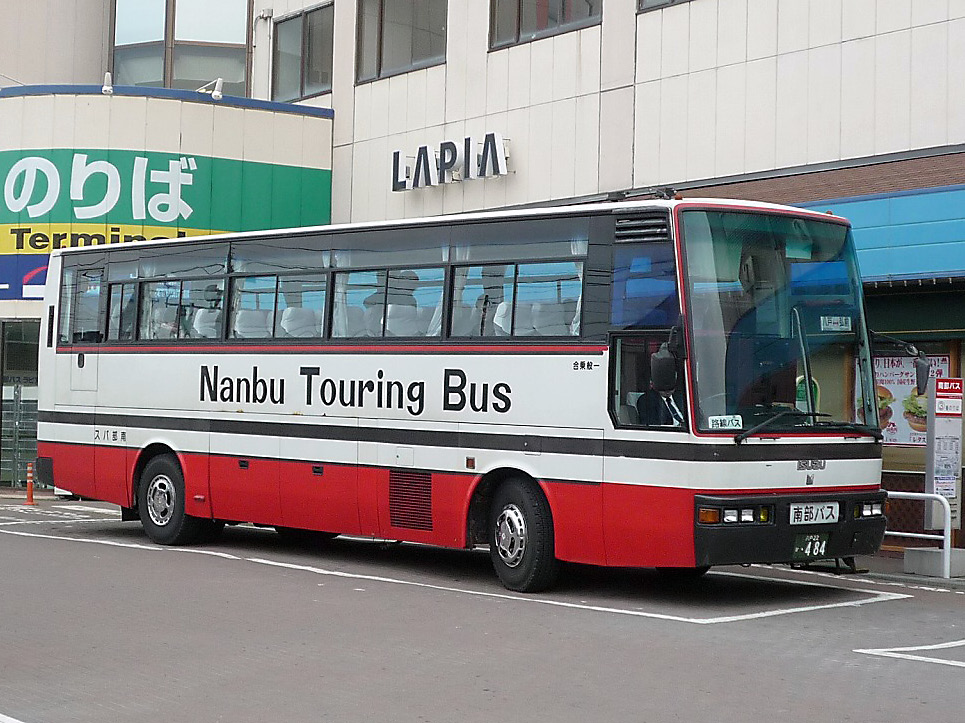
南軽号（南部バス）

  - ※：弘前バスターミナルでの乗車券販売は弘南バスに委託。
- 運行日（廃止となる2010年度時点）

| 運 行 日         | 運行形態   | 備 考               |
| ---------------- | ---------- | ------------------- |
| 4月1日・4月2日   | 定員制     |                     |
| 4月20日-5月5日   | 予約定員制 | 1ヶ月前より予約受付 |
| 土曜・日曜・祝日 | 定員制     |                     |
※弘前さくらまつり開催期間（4月20日-5月5日）は予約定員制。続行便も運行する。
- 運行経路
  - 1994年12月22日から2003年11月30日まで
    - 八戸ラピアバスターミナル（2001年7月31日までは小中野バスセンター発着） - 十一日町 / 八日町 - 馬場 - 八戸IC - （八戸自動車道） - （安代JCT） - （花輪SA：5分間休憩） - （東北自動車道） - 東北大鰐 - （大鰐弘前IC）- （国道7号） - 弘前駅 - 弘前バスターミナル

  - 2003年12月1日から2005年6月30日まで
    - 八戸ラピアバスターミナル - 十一日町・八日町 - 八食センター（弘南バス運行便のみ停車） - （八戸北IC） - （百石道路） - （下田百石IC） - イオン下田ショッピングセンター前 - （国道45号） - 六戸役場通り - 道の駅しちのへ（5分間休憩） -  （国道4号） - （みちのく有料道路） -  東青森（ドライブインみちのく前）- （青森東IC） - （青森自動車道） - （東北自動車道） - （浪岡IC） - 浪岡（弘南バス浪岡待合所） - 弘前バスターミナル

  - 2005年7月1日から2006年9月30日まで
    - 八戸ラピアバスターミナル - 十一日町 / 八日町 - 馬場 - 八戸IC - （八戸自動車道） - （安代JCT） - （花輪SA：5分間休憩） - （東北自動車道） - （大鰐弘前IC）- （国道7号） - 弘前バスターミナル

  - 2006年10月1日から2010年6月27日まで
    - 八戸ラピアバスターミナル - 本八戸駅 - 八日町 / 三日町（2010年4月1日より八戸中心街ターミナル（六日町(5番のりば) / 三日町） - 馬場 - 八戸IC - 弘前バスターミナル
- 歴史
  - 1994年12月22日 - 運行開始。運行開始当初は1995年1月15日までの期間限定運行の予定であったが、期間を3月31日まで延長。
  - 1995年4月1日 - 通年運行開始。後に「南軽号」の愛称が付与される。
  - 2001年8月1日 - 小中野バスセンター発着から八戸ラピアバスターミナル発着に変更。
  - 2003年3月20日 - 弘前 - 八戸間往復乗車券の発売を開始する。
  - 2003年12月1日 - 東北自動車道・八戸自動車道経由から青森市経由に経路変更、運賃を値下げ。八戸 - 東青森間の往復乗車券の発売開始。
  - 2005年4月1日 - 八食センターへの停車廃止。弘南バス撤退（ただし、弘前バスターミナルにおける乗車券販売業務は継続）。1日1往復化。
  - 2005年7月1日 - 東北自動車道・八戸自動車道経由に再変更。
  - 2006年10月1日 -
    - 馬場 - 八戸ラピアバスターミナル間の運行経路を本八戸駅経由に変更。八戸市中心部の停留所位置を変更。
    - 土曜・日曜・祝祭日・連休期間を中心とした運行体制に変更。

  - 2010年4月1日 - 八日町 / 三日町の停留所名称を「八戸中心街ターミナル」に改称、八日町の乗車位置を「八戸中心街ターミナル（六日町(5のりば)）」に変更。運行期間の一部見直しも実施。
  - 2010年6月27日 - 同日の運行をもって終了、路線廃止。
- 利用状況

| 年度               | 運行日数 | 運行便数 | 年間輸送人員 | 1日平均人員 | 1便平均人員 |
| ------------------ | -------- | -------- | ------------ | ----------- | ----------- |
| 2003（平成15）年度 | 365      | 1,472    | 16,786       | 46.0        | 11.4        |
| 2004（平成16）年度 | 365      | 1,472    | 16,683       | 44.9        | 11.1        |

### 一般路線バス
- 停留所名称については廃止時点当時のもの。

★：2019年4月1日付け

#### 河原木団地線
（八戸市営バスより移管→八戸市営バスへ再移管路線）
★：太字は2010年4月から2019年3月までの中心街 - 八太郎間共通定期券（市営バスとの共同で発行）適用区間
- [H52] 河原木団地・八戸城北病院
- [H55] 河原木団地（南口）
- [C5] 中心街（八日町）
- [F4] 二ツ家（八戸営業所）
  - 八戸営業所 - 新荒町 - 八戸中心街ターミナル（三日町（1番のりば）/中央通り（3番のりば）） - 本八戸駅 - 八太郎 - 小田前 - 河原木団地南口（一部、当停留所発着の便有り） → 石堂二丁目 → 馬淵大橋 → 石堂東口 → 八戸城北病院 →河原木団地南口（ - 中心街方面へ循環）

この路線は移管前の八戸市営バスの日計線（河原木団地南口発着）に相当する区間と大橋循環線の一部を統合して八戸城北病院まで運行していた。
八戸市営バスへの再移管では2010年以前の日計線に相当する区間のみ再移管され、区間外の河原木団地南口→石堂→八戸城北病院はラピア発着のお買物ライナー線が引き続き運行する。
★：2018年4月1日付け

#### るるっぷ八戸
路線の詳細は当該項目を参照のこと。
現在は新井田～是川団地線　一般路線バスとして再編された。

★：2010年4月1日付け

#### 大橋循環線
（八戸市営バスより移管路線）
- 52.八戸城北病院（左まわり）
  - <八戸営業所→>三日町（さくら野前）→本八戸駅→新大橋→八戸城北病院→内舟渡→西売市→八日町（BeFM前）
- 52.八戸城北病院（右まわり）
  - 六日町→西売市→内舟渡→八戸城北病院→新大橋→本八戸駅→八日町（中央通り）<→八戸営業所>

この路線では二十三日町/十六日町 - 沼館一丁目相互間を利用する場合の運賃は、特定区間運賃として130円（市営バスより20円安く設定）に設定されていた。

#### シルバー病院線
（八戸市営バスより移管路線）
- 56.シルバー病院
  - <八戸営業所 - >三日町（さくら野前）/八日町（中央通り・※八日町行きではBeFM前に停車） - 本八戸駅 - 八太郎< - フェリー埠頭> - 製錬所前 - シルバー病院

この路線では二十三日町/十六日町 - 沼館一丁目相互間を利用する場合の運賃は、特定区間運賃として130円（市営バスより20円安く設定）に設定されていた。
★：2009年4月1日付け

#### バーデハウス線
- 130.バーデハウスふくち
  - ラピアBT - 栄町 - 十一日町/八日町（BeFM前） - 司法センター前 - 田面木 - 八幡 - 高岩 - 南部町役場前 - バーデハウスふくち

#### 階上駅線
（八戸市営バスより移管路線）
- 105.階上駅
- 106.大蛇

八戸営業所 - 八日町（BeFM前）/十一日町 - 舘花下 - 市営 旭ヶ丘営業所前 - 出口平 - 西蒼前 - 階上庁舎前< - 階上中学校前> - 階上駅前 - 榊浜通り
階上中学校前 - 階上庁舎前 - 階上駅前< - 榊浜通り>→大蛇

#### 田代線（松館経由）
- 107.田代
  - ラピアBT - 郵便局通 - 本八戸駅 - 八日町（中央通り）/三日町（さくら野前） - 吹上 - 市民病院 - 松館 - 登山口 - 田代

★：2008年4月1日付け

#### 二ツ家線（廃止経路）
- 4.八戸営業所（二ツ家）
  - 千葉高校通経由：小中野バスセンター→舘花下→千葉高校通→図書館前→平中→八戸営業所）
- 4.八戸営業所（縄文学習館前）
  - 中居林経由：ラピアBT - 郵便局通り - 本八戸駅 - 八日町（中央通り）/三日町（さくら野前） - 中居林 - 縄文学習館前 - 笹子 - 八戸営業所

#### 是川団地循環線
（八戸市営バスより移管路線）
- 1.八高前
- 40.是川団地（循環）
  - 八高前 - 八戸営業所 - 笹子 - 縄文学習館前 - 是川支所前 - 是川団地 - 縄文学習館前 - 笹子 - 八戸営業所 - 新荒町 - 八日町（BeFM前）/十一日町

#### 大平洋金属線
（八戸市営バスより移管路線）
- 53.大平洋金属
  - 三日町（さくら野前）/八日町（BeFM前） - 本八戸駅 - ガス会社前 - 大平洋金属前

#### 一日市〜ピアドゥ・ラピア直通線
（八戸市営バスより移管路線）
- 8.社会保険事務所前 ピアドゥ・ラピア（ピアドゥ・ラピア行きのみ）
  - 一日市→八幡→田面木→司法センター前→三日町（さくら野前）→本八戸駅→社会保険事務所前→ジェームス前→ピアドゥ イトーヨーカドー前→日東ボード前→ラピアBT

#### 八戸駅線
西売市経由は南部バス五戸営業所と共管
- 60.八戸駅
  - 西売市経由<八戸市営バスより移管区間を含む>：ラピアBT - 栄町 - 十一日町/八日町（BeFM前） - 西売市 - 内舟渡 - 八戸駅）
  - 日赤病院・根城浄水場通経由：八戸駅→日赤病院→田面木→根城浄水場通→平中→八日町（BeFM前）→小中野バスセンター
  - 根城浄水場通・根城大橋経由：小中野バスセンター→十一日町→平中→根城浄水場通→根城大橋→八戸駅（本路線は2008年4月1日以降については八戸市営バスの単独運行となったが、それ以降は八戸駅線専用共通定期券の対象路線となっている。）

#### 八戸ニュータウン線・八戸駅〜聖ウルスラ学院線
南部バス五戸営業所と共管
- 71.聖ウルスラ学院
- 75.八戸ニュータウン
  - 十一日町/八日町<BeFM>/<市民病院 - 吹上> - 八高前 - <八戸営業所 - >二ツ家 - 厚生年金 ウェルサンピア前 - タウンセンター前 - 東奥日報社八戸ビル前 - ニュータウン中央 - 八戸ニュータウン - 白山浄水場前 - 白山台小学校前 - タウンセンター前< - 八戸聖ウルスラ学院前> - 高専前 - 田面木< - 日赤病院前> - 八戸駅

この路線について、各始発の時点では「75 八戸ニュータウン」と表記され、中心街方面始発では「平中」バス停通過後にて、八戸駅始発では「日赤入口」通過後にて、それぞれ方向幕が本来の行先に切り替わる。これは、全区間の所要時間が他の経由先と比べて長いことに加えて運賃が高額であることなどから、誤乗防止のために設定されている。
また、中心街から二ツ家方面へ向かうが、八戸営業所行きとは異なり、朔日町には停車せずに「六日町」バス停に停車する（このため、この路線では朔日町には停車せず）。
近年では利用客の減少や燃料費の高騰などによる赤字路線であることから、2008年4月1日のダイヤ改正をもって八戸ニュータウンを境に系統分割を実施し、八戸ニュータウン内の区間を市営バス：八戸ニュータウン線と同経路に変更し、南部バスが設置した単独の停留所を全て廃止すると共に、本数の大幅削減を実施した。
★：2007年4月1日付け

#### 岬台団地線
- 24.八日町 岬台団地
  - NTT前経由：八戸営業所/八戸駅/八戸聖ウルスラ学院 - 八日町（BeFM前）/十一日町 - NTT前/緑町 - 栄町 - 上柳町 - 労災病院前 - 北高校前 - 岬台団地 - 岬台団地中央 - 岬台団地
- 24.ピアドゥ・ラピア 岬台団地
- 50.ラピア・ピアドゥ 本八戸駅
  - ピアドゥ経由：八戸営業所 - 三日町（さくら野前）/八日町（中央通り） - 本八戸駅 - 沼館一丁目 - ピアドゥ前 - 税務署前 - ラピアBT - 栄町 - 上柳町 - 労災病院前 - 北高校前 - 岬台団地 - 岬台団地中央 - 岬台団地

※：2007年4月1日以降は岬台団地〜ラピア・ピアドゥ線の運行開始に伴い、「太字」で囲まれた区間を除いて廃止。

#### 八戸駅線
- 60.八戸駅
  - 司法センター前・根城大橋経由：小中野バスセンター→十一日町→司法センター前→根城大橋→八戸駅

#### 市内〜聖ウルスラ学院線
- 71.聖ウルスラ学院
  - 岬台団地/小中野バスセンター - 十一日町/八日町（BeFM前） - 司法センター前 - 田面木 - 八戸聖ウルスラ学院前

#### 市ノ沢線（二ツ家経由）
- [F111] 市ノ沢
- [P8] 中心街→ラピア
  - ラピアBT - 郵便局通 - 本八戸駅 - 八戸中心街ターミナル（中央通り（3番のりば）/三日町（1番のりば）） - 新荒町 - 八戸営業所 - 泥障作< - 南郷校舎 / 道の駅なんごう> - 市ノ沢 - 大洋公園前

2012年4月1日のダイヤ改正により、一部便を八戸北高南郷校舎へ延長。2017年4月1日改正で、南郷事務所～南郷校舎間1.1kmが廃止。

### 企画催行路線

#### お買物ライナー
- 2010年4月1日から2024年3月31日まで
  - ラピアBT → 税務署前 → ピアドゥ イトーヨーカドー前 → シンフォニープラザ → 八太郎 → 河原木団地南口 → 石堂二丁目 → 馬淵大橋 → 石堂東口 → 八戸城北病院 → シンフォニープラザ → ピアドゥ イトーヨーカドー前 → ラピアBT

全区間八戸圏域定住自立圏路線バス上限運賃化実証実験対象路線
本路線の運賃は170円から最高220円までの上限運賃を設定している。
2010年4月に八戸市営バスから受け継いだ日計線を河原木団地線として改称の上での運行開始を契機とし、同年3月に開通した沼館大橋を介して河原木・石堂地区の住居エリアと沼館・江陽地区の商業エリアを結ぶ路線として運行を開始。
運行開始当初はラピア→河原木団地を新大橋、河原木団地→ラピアを沼館大橋を経由するルートで運行されていたが、2019年4月1日より新大橋工事のためラピア→河原木団地も沼館大橋経由に変更。
開始当初は試験運行のため、運行期間終了までに利用率不調の場合には運行終了となる予定であった。2010年4月1日から1年間の予定で試験運行となっていたが、2011年度以降も運行を行った。

## 他営業所へ移管された路線
- 八食100円バス（五戸営業所へ移管）

※：南部町多目的バス運行に生じる運用の見直しによる。

## 設備
- 待合室
- 本社社屋
  - 営業所事務室
  - 定期券窓口
  - トイレ

## 逸話
- 八戸市営バス「上二ツ家」バス停は隣接地にあり、市営バスの発着地でもある。